# 大宮売神社

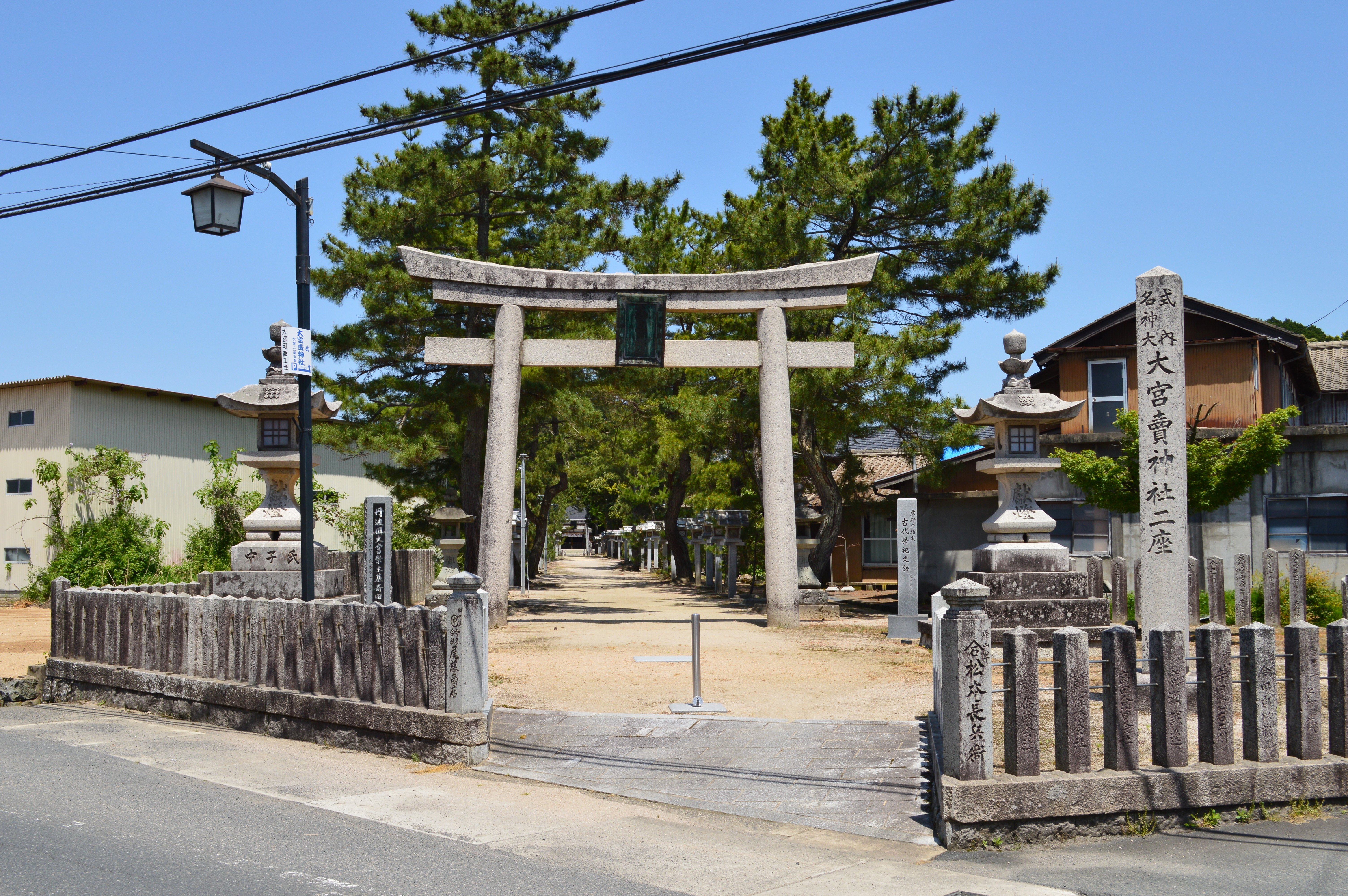
鳥居

大宮売神社（おおみやめじんじゃ/おおみやのめじんじゃ、大宮賣神社）は、京都府京丹後市大宮町周枳（すき）にある神社。式内社（名神大社）で、丹後国二宮を称する。旧社格は府社。古くは「周枳社」・「周枳宮」とも。

## 概要
京都府北部、竹野川上流の右岸段丘上の木積山西麓に鎮座する。祭神を大宮売神・若宮売神の2柱とし、宮中の奉斎神として著名な大宮売神を宮中以外で祀る唯一の式内社として知られ、一説には宮中の大宮売神の元社になるともいわれる。
境内一帯は考古遺跡としても知られ、これまでに弥生時代前期以降の多くの遺物が出土している。特に古墳時代中期の祭祀遺物が多数認められることから、古代祭祀場から神社へと発展したことが確実視される。祭神の特殊性に加えて、原始祭祀から律令祭祀への変遷を考古学的に詳らかとする点で重要視される神社になる。
境内は昭和61年(1981年)4月に京都府指定史跡に指定されているほか、石燈籠2基が国の重要文化財に、社殿のうち旧本殿が京丹後市指定有形文化財に指定されている。また民俗芸能も保存されており、三番叟・笹ばやし・神楽が昭和61年(1981年)4月に京都府指定無形民俗文化財に指定され、また同年7月に京丹後市無形民俗文化財にも指定されている。

## 祭神
| 殿     | 神名       |
| ------ | ---------- |
| 第一殿 | 神産日神   |
| 第二殿 | 高御産日神 |
| 第三殿 | 玉積産日神 |
| 第四殿 | 生産日神   |
| 第五殿 | 足産日神   |
| 第六殿 | 大宮売神   |
| 第七殿 | 御食津神   |
| 第八殿 | 事代主神   |

現在の祭神は次の2柱。
- 大宮賣神（おおみやめのかみ、大宮売神）
- 若宮賣神（わかみやめのかみ、若宮売神）

延長5年（927年）成立の『延喜式』神名帳・臨時祭 名神祭条における祭神の記載は2座。いずれも「大宮売神社二座」と見え、祭神2座のうち1座は大宮売神（オオミヤノメ/オホミヤノメ）であることが知られる。この大宮売神は宮中に祀られたことで有名な神で、『延喜式』神名帳では全国3,132座の筆頭である神祇官西院御巫祭神8座のうちの1座として見えるほか、造酒司坐神に大宮売神社として4座と見える（「宮中・京中の式内社一覧」参照）。一方で同帳では「大宮売」を社名とする神社は当社の他に見えず、大宮売神を宮中以外で祀る式内社としては当社が唯一となる。
大宮売神は『日本書紀』・『古事記』に記載のない神で、『古語拾遺』に太玉命の久志備に生ませる神と記載される以外は詳らかでない。考証上では宮殿を人格神化した神とする説や、天皇側近の内侍（女官）を神格化した神とする説が挙げられる。宮中の大宮売神と丹後の大宮売神の関係も詳らかではないが、一説には丹後の地方神であった大宮売神が宮中に取り入れられたとされる。丹後地方では他にも后妃伝承が多く認められており、それらとともにヤマト王権の宮廷と丹後地方との結びつきが示唆される。なお、大宮売神社側では大宮売神を天鈿女神と同一視する説を挙げる。
もう1柱の祭神である若宮売神については詳らかでない。大宮売神社側では豊受神と同一視する説を挙げる。

## 歴史

### 創建
創建は不詳。社記では、崇神天皇7年に詔勅で大宮売神を祀り、崇神天皇10年に丹波道主命が若宮売神を祀ったと伝える。
考古学的には、境内一帯は弥生時代前期に始まる遺跡として知られ、これまでに多くの遺物が出土している。それらの様相によれば、当地では弥生時代から集落が存在し、古墳時代には祭祀遺跡が成立したのち、奈良時代にはそれが神社へと発展したと推測される。

### 概史

#### 古代
『新抄格勅符抄』大同元年（806年）牒では、当時の「大宮咩神」に神戸として丹波国から7戸が充てられている。
国史では、天安3年（859年）に丹後国の「大宮売神」の神階が従五位下から従五位上に昇叙された旨が記される。
延長5年（927年）成立の『延喜式』神名帳では、丹後国丹波郡に「大宮売神社二座 名神大」として、2座が名神大社に列する旨が記載されている。また『延喜式』臨時祭 名神祭条では、名神祭二百八十五座のうちに大宮売神社二座が見える。
平安時代中期の『和名抄』に見える地名のうちでは、現鎮座地は丹波郡周枳郷に比定される。この「周枳（すき）」に関しては、天皇即位時の大嘗祭において丹波が主基の国に定められた際、周枳郷が主基の里に定められたことに由来するとして、それに大宮売神社の存在を関連づける説が挙げられている。
平安時代末期には当社とその社領は弘誓院に施入されており、安元2年（1176年）2月日付の「八条院領目録」では「弘誓院御庄庄」に「丹後国周枳」と見える。

#### 中世
中世期には、承久4年（1222年）4月5日付の太政官牒において弘誓院領の1つとして「壱処字周枳社在丹後国丹波郡大宮部大明神」と見える。また『丹後国田数帳』によれば、周枳郷64町4段250歩のうち実に30町5段10歩が当社神領であった。徳治2年（1307年）には石燈籠が寄進されている（現存）。
なお、現在の大宮売神社では丹後国二宮を称するが、中世期に二宮であったことを示す史料は見つかっていない。

#### 近代以降
近代以降の変遷は次の通り。
- 明治6年（1873年）、近代社格制度において村社に列格[11]。
- 明治44年（1911年）、二の鳥居建て替えの際に遺物多数の出土。
- 大正11年（1922年）、京都府史蹟勝地調査会による試掘調査（梅原末治委員、1923年に報告書刊行）[3]。
- 大正13年（1924年）、府社に昇格[11]。
- 昭和2年（1927年）、北丹後地震で本殿などに被害[11]。
- 昭和5年（1930年）、現本殿の造営[11]。
- 昭和37年（1962年）2月2日、石燈籠2基が国の重要文化財に指定[15]。
- 昭和61年（1986年）4月15日、境内が京都府指定史跡に指定[16]。
- 昭和63年（1988年）、駐車場擁壁設置に伴う境内の立会調査[3]。
- 平成13年（2001年）、下水道工事に伴う境内の立会調査[3]。
- 平成26-28年度（2014-2016年度）、境内出土遺物の調査・整理（京都府立大学文学部歴史学科、2018年に報告）。

### 神階
- 天安3年（859年）1月27日、従五位下から従五位上 （『日本三代実録』）[原 4] - 表記は「大宮売神」。

社蔵の神額（年次不明）では、大宮売神を正一位、若宮売神を従一位とする。

## 境内
境内は竹野川上流の小盆地の東南部に南面して位置する。間人街道から参道を約150メートル進んだ先に主要社殿として本殿・拝殿・旧本殿が建ち並び、本殿裏には禁足の杜がある。境内は祭祀遺跡としても知られ、式内社としての比定は確実であり、かつ古社としての景観も保たれていることから、歴史的に重要な意義があるとして京都府指定史跡に指定されている。

### 社殿等

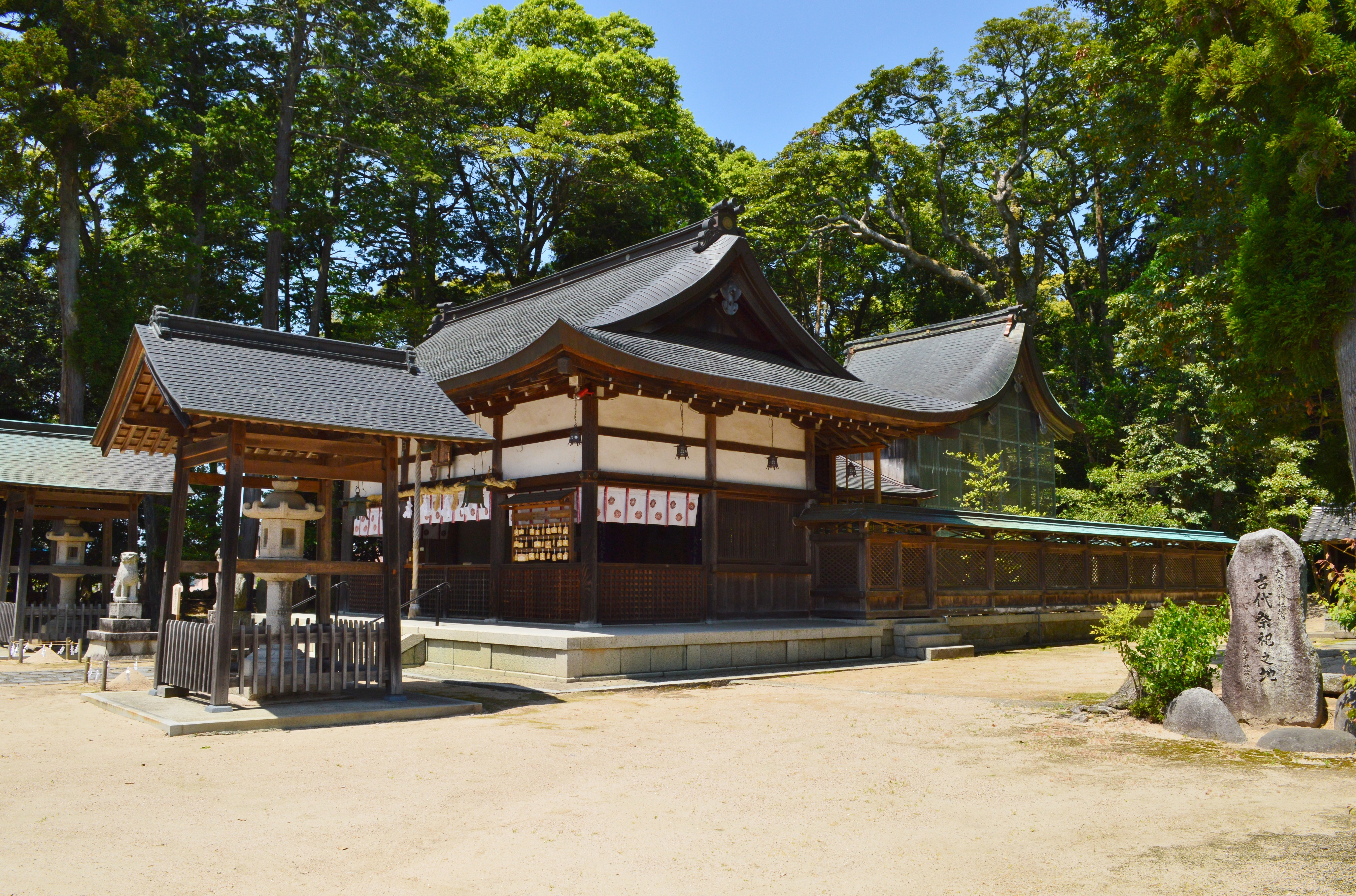
社殿中央に拝殿、右奥に本殿。

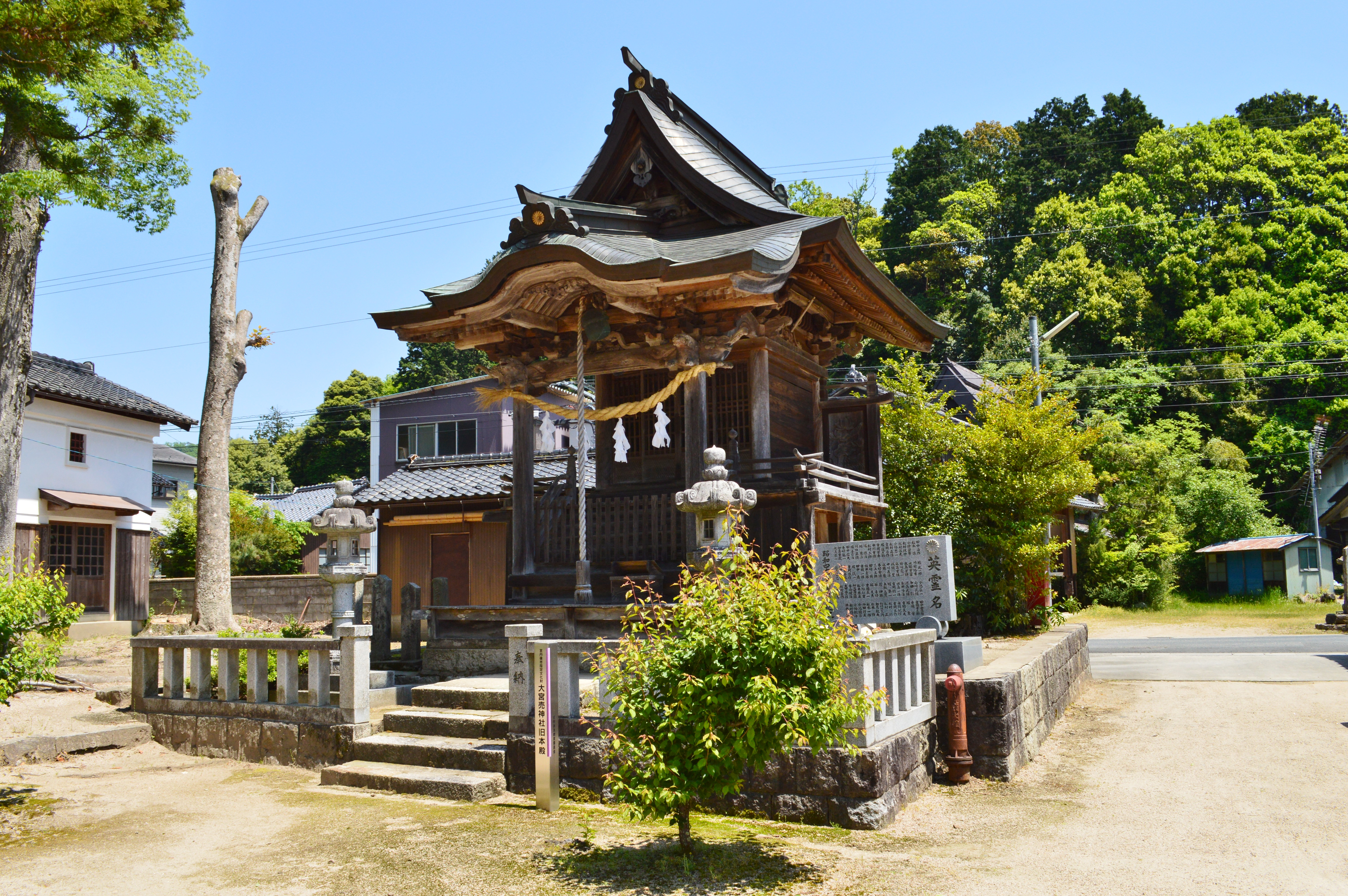
旧本殿（京丹後市指定文化財）現在は境内社の忠霊社。

主要社殿のうち本殿は、昭和2年（1927年）の北丹後地震で旧本殿が被災したのを受け、昭和5年（1930年）に造営されたものである。形式は流造。本殿の前には拝殿が接続する。
旧本殿は、江戸時代の元禄8年（1695年）の造営。丹後半島では珍しい隅木入春日造で、前面に軒唐破風の向拝を付す。屋根は元は杮葺であったが、北丹後地震で損壊したため、現在は銅板葺に改められている。蟇股や向拝には巧みな彫刻が認められる。この旧本殿は京丹後市指定有形文化財に指定され、現在は境内東側に移築されたうえで境内社忠霊社の社殿として使用されている。
拝殿前の左右には各1基の石燈籠が建てられている。各祭神に1基ずつ献灯されたものとされ、1基は総高266.6センチメートルを測り、「徳治二年丁未三月七日」「大願主」「進」の刻銘を有し、鎌倉時代の徳治2年（1307年）の寄進とされる。他1基は総高259.4センチメートルを測り、無銘であるが同時期の作と見られる。2基は国の重要文化財に指定されている。
そのほか、社務所は明治5年（1872年）に旧宮津藩主の別宅を移築したものになる。

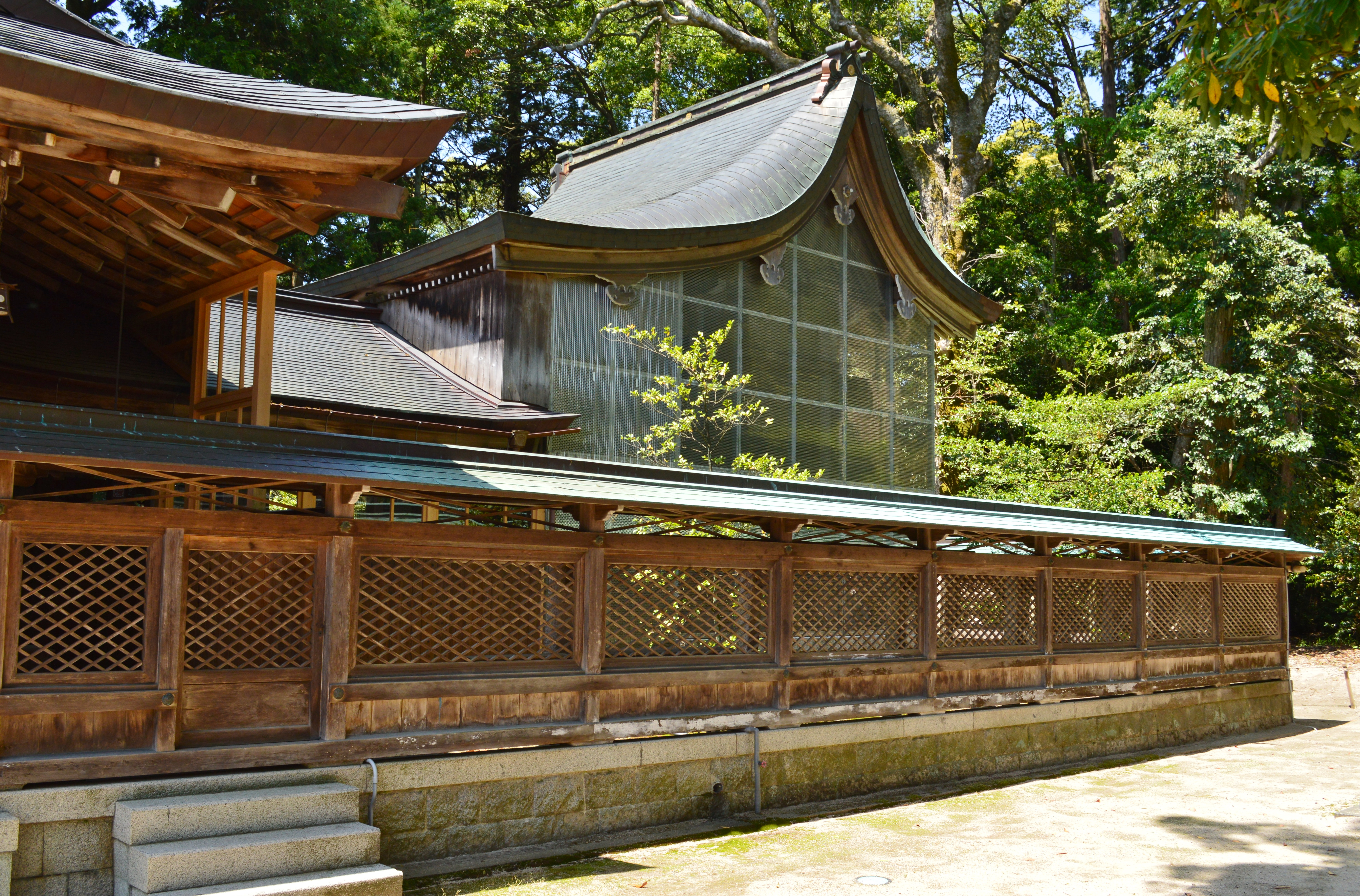
本殿
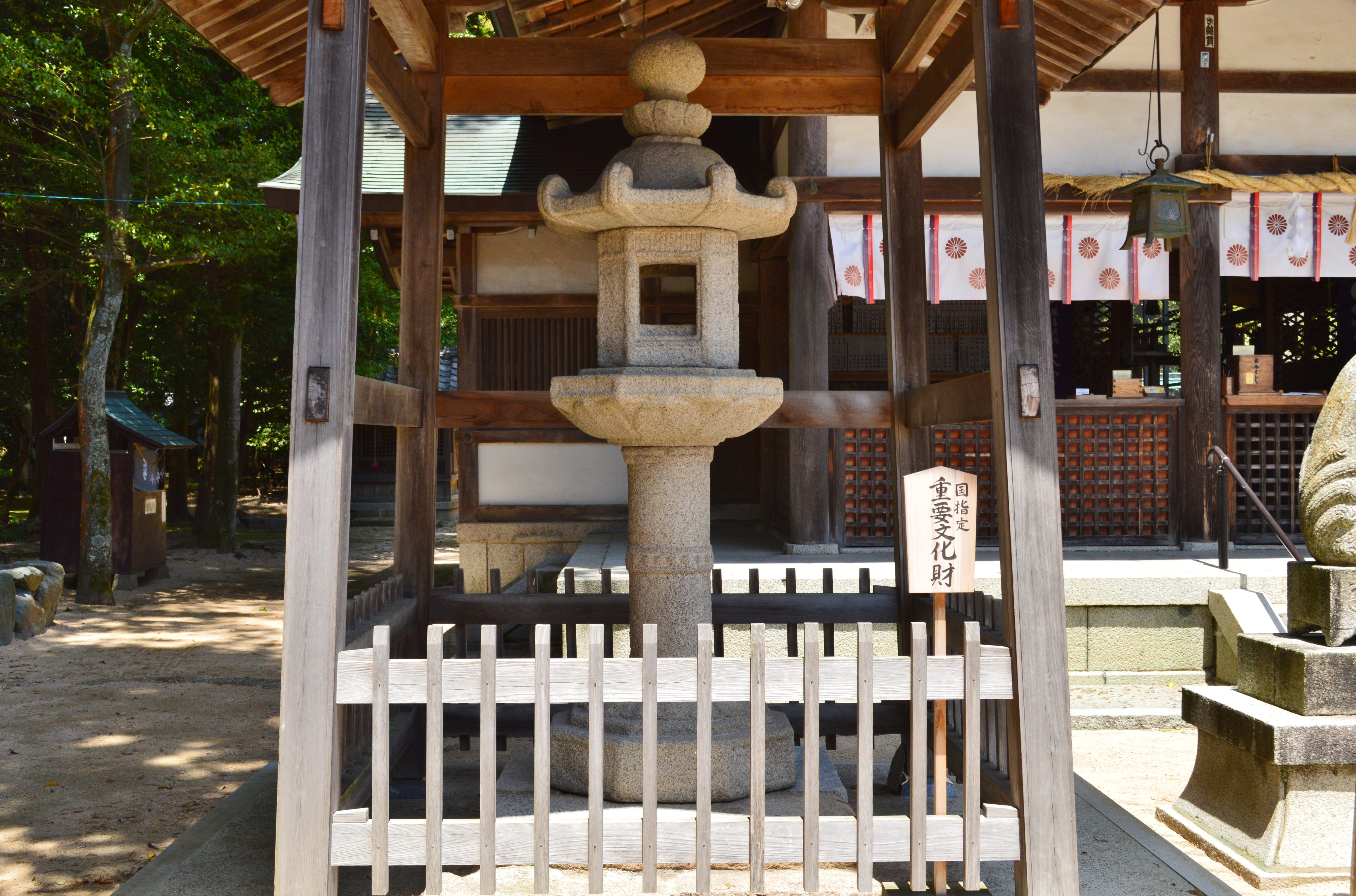
石燈籠（拝殿前西側、国の重要文化財）
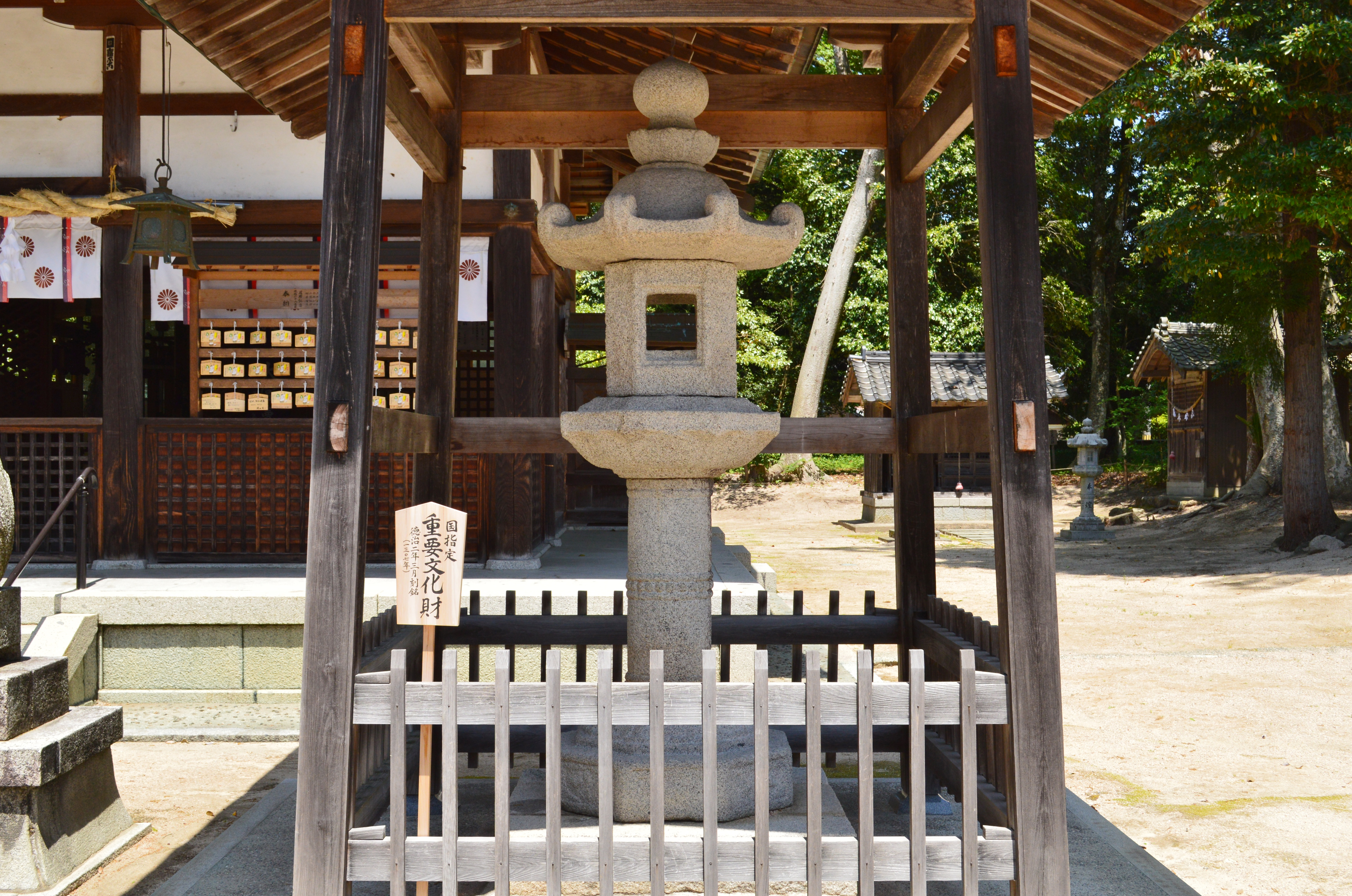
石燈籠（拝殿前東側、国の重要文化財）
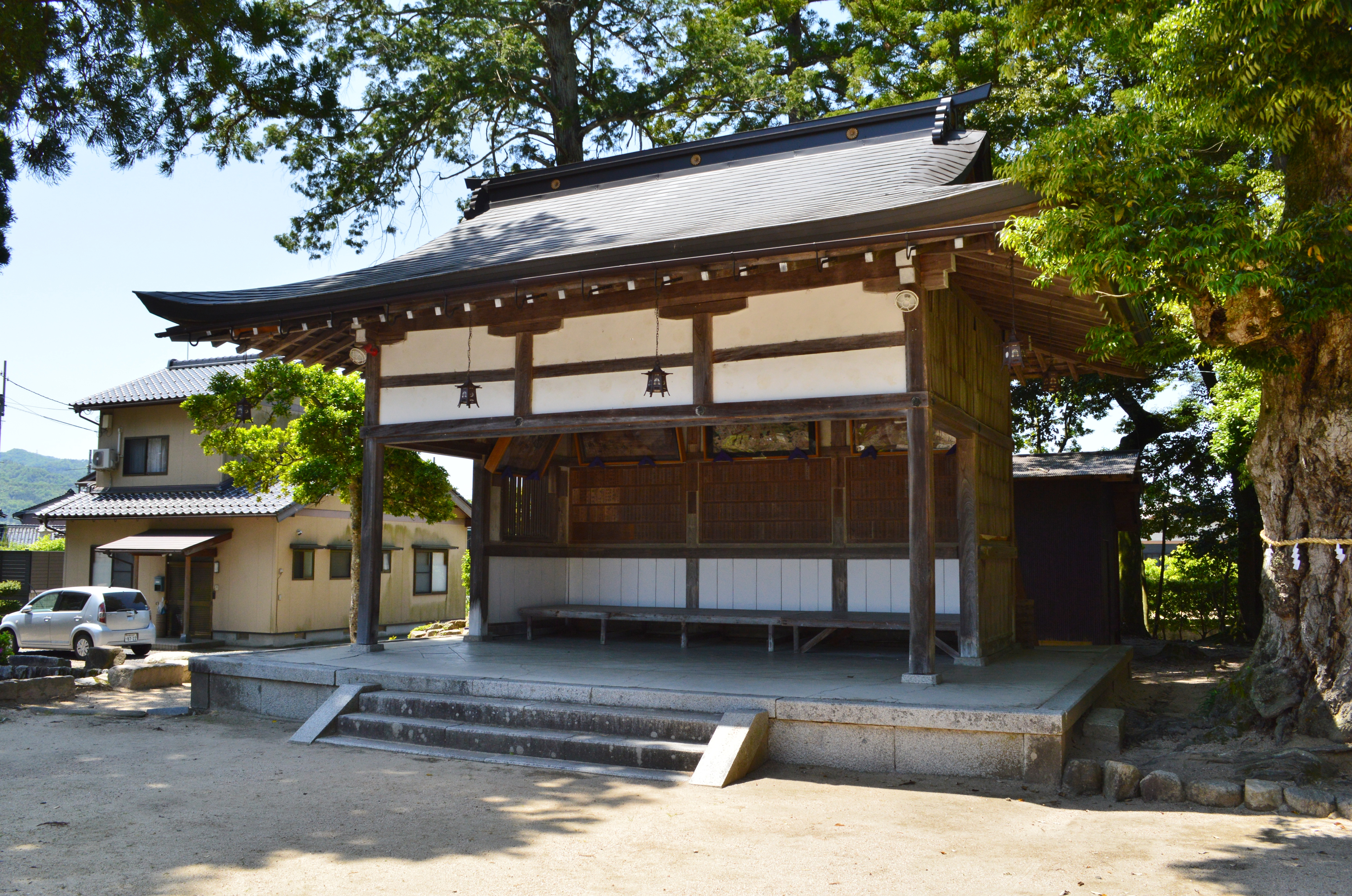
絵馬殿
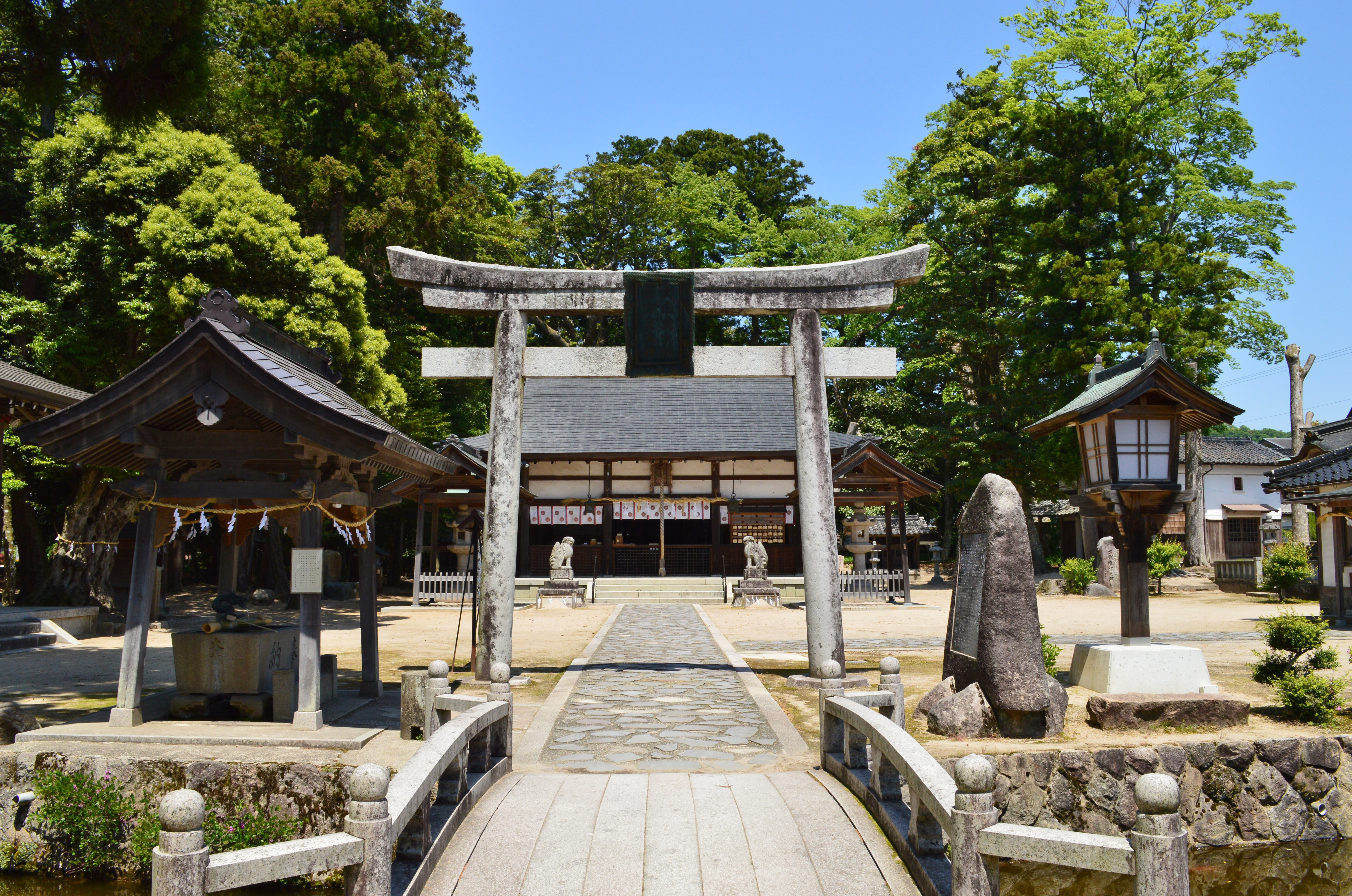
境内鳥居
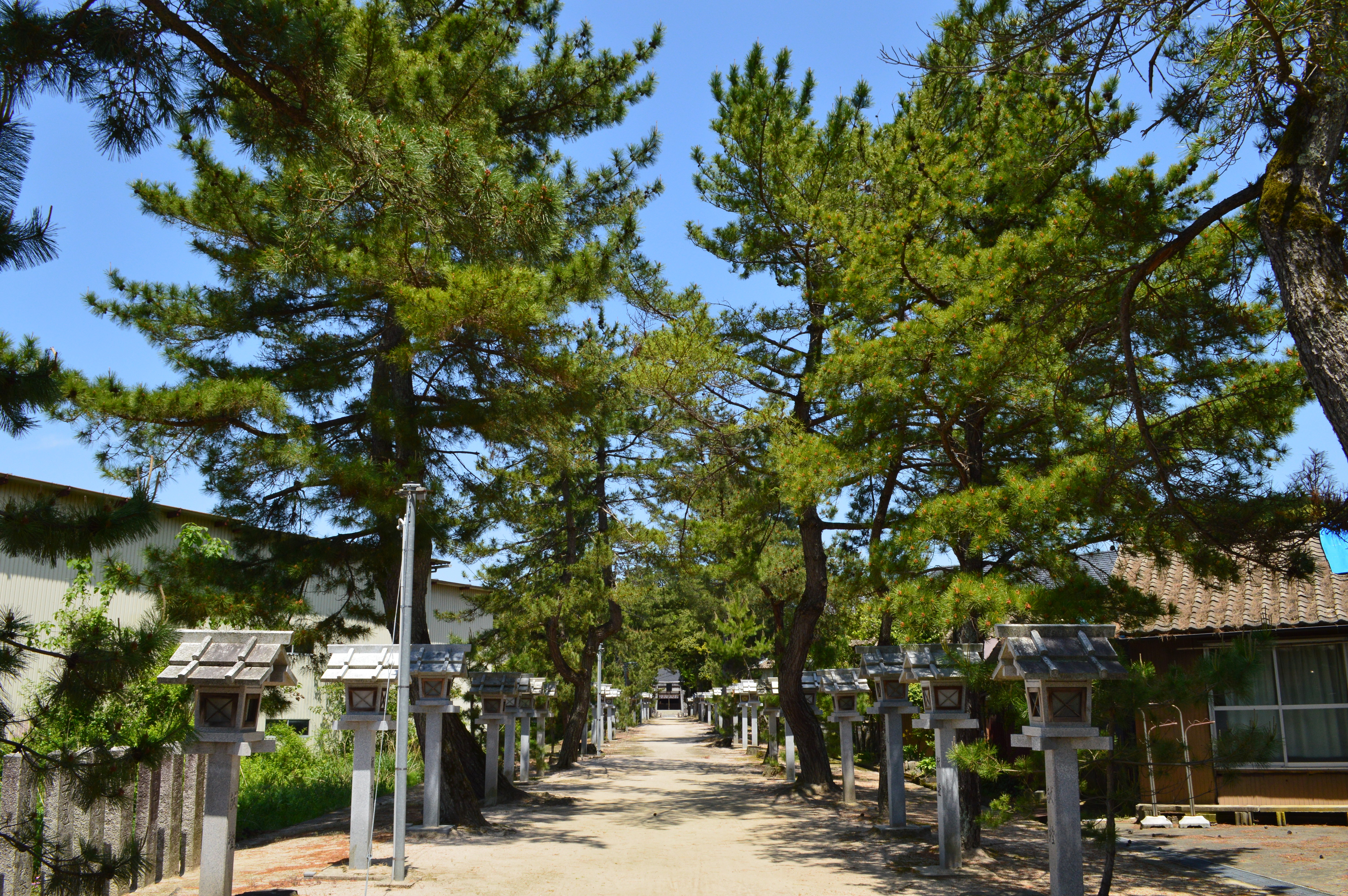
参道

### 境内遺跡
前述の通り、大宮売神社の境内地および周辺は考古遺跡として知られ、これまでの発掘調査や開発において弥生時代前期に始まる多くの遺物が出土している。神社境内地からの主な出土遺物としては、古墳時代中期後葉頃の滑石製勾玉・管玉・臼玉・鏡形石製品・鏃形石製品・環状石製品・ミニチュア土器などがある。これらは実用性を欠くところから祭祀遺物と解される。また神社周辺の流路跡からは、弥生時代前期から奈良時代頃、特に弥生時代中期-後期を中心とする大量の遺物が検出されている。
以上の出土遺物の様相によれば、当地では弥生時代前期から集落形成が始まり、弥生時代中期-後期には大規模な拠点集落として発展したとされる。そして古墳時代中期-後期の5世紀前半-6世紀前半（5世紀後半に盛期）には祭祀活動がなされ、奈良時代には神社へと発展したと見られる。同じ場所で祭祀遺跡から神社に発展したことが明らかである点で、貴重な例とされる。
なお一帯では多くの古墳も分布しており、現在の御旅所である石明神も横穴式石室の古墳になる。

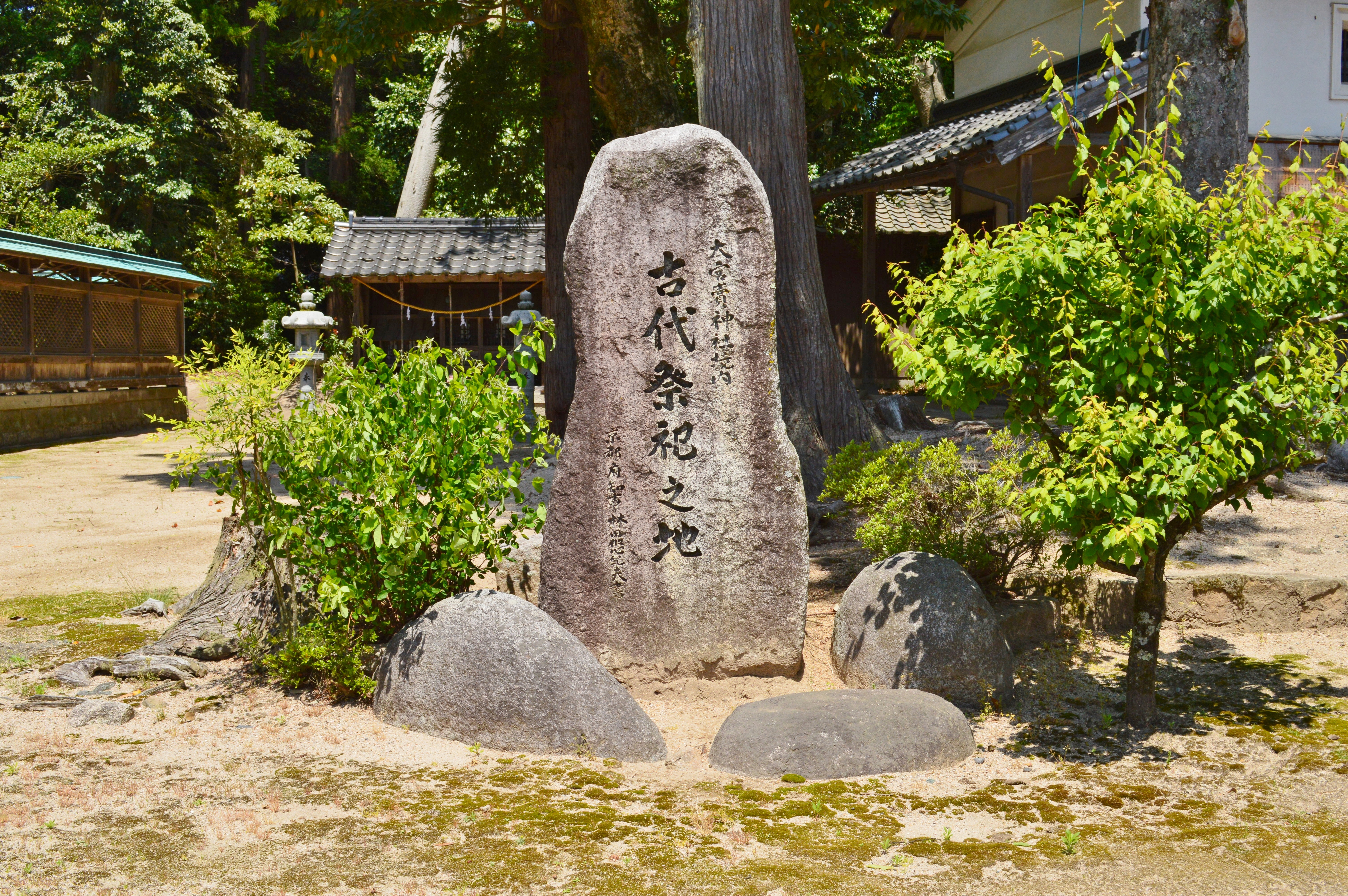
古代祭祀之地碑
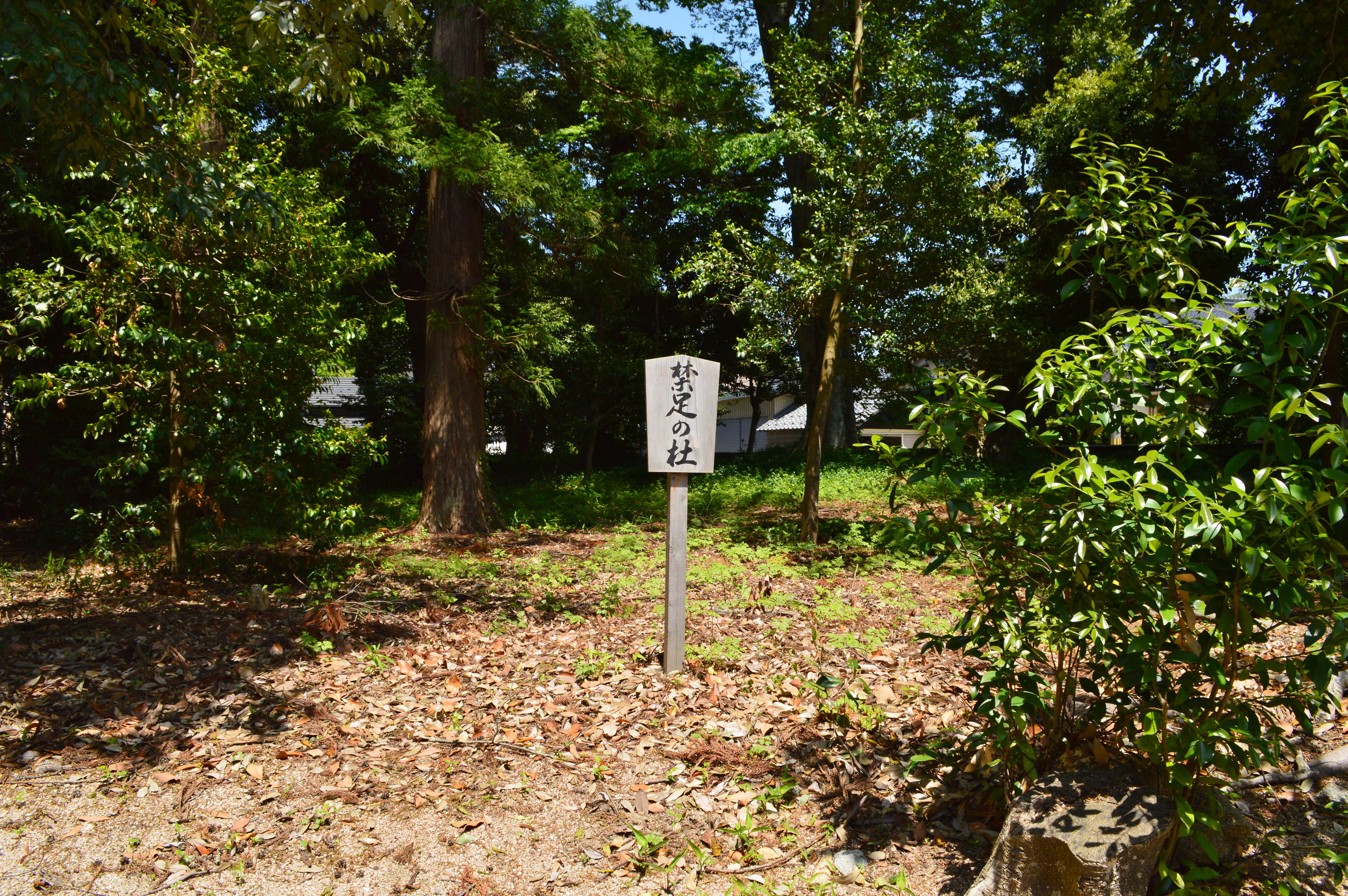
本殿裏の禁足の杜
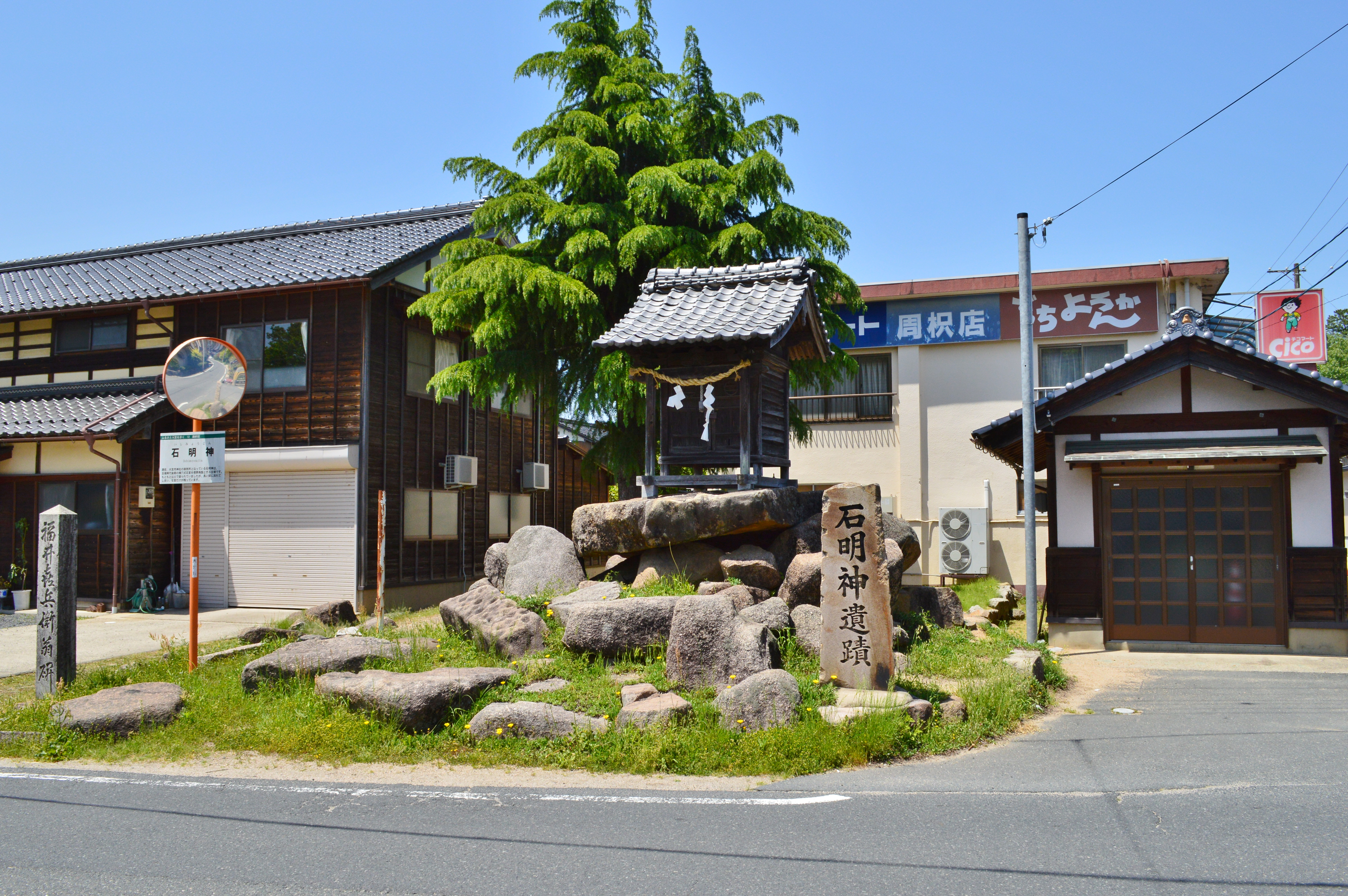
石明神（御旅所）

## 摂末社

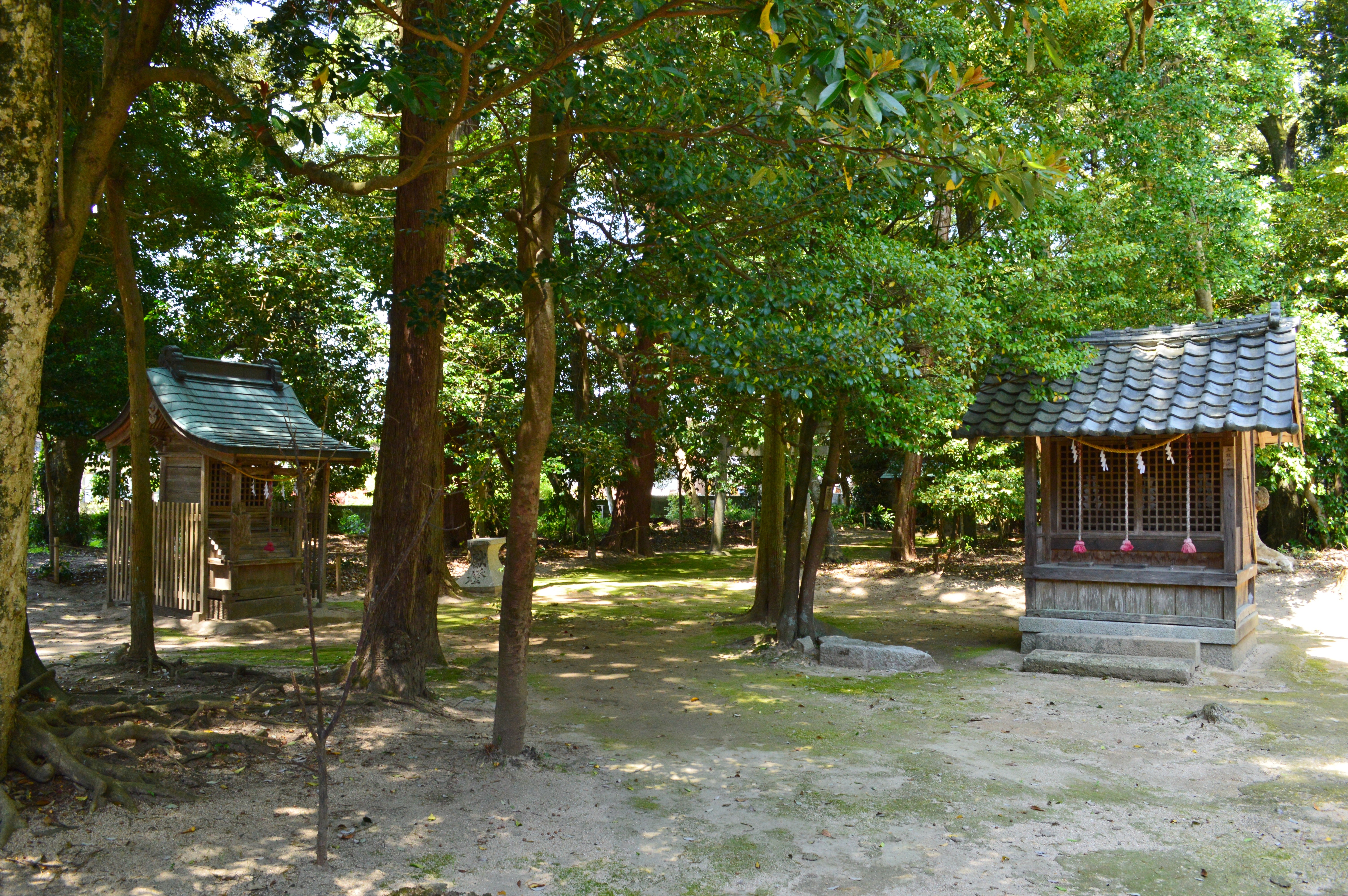
忠霊社 - 社殿は本社旧本殿（前述）。
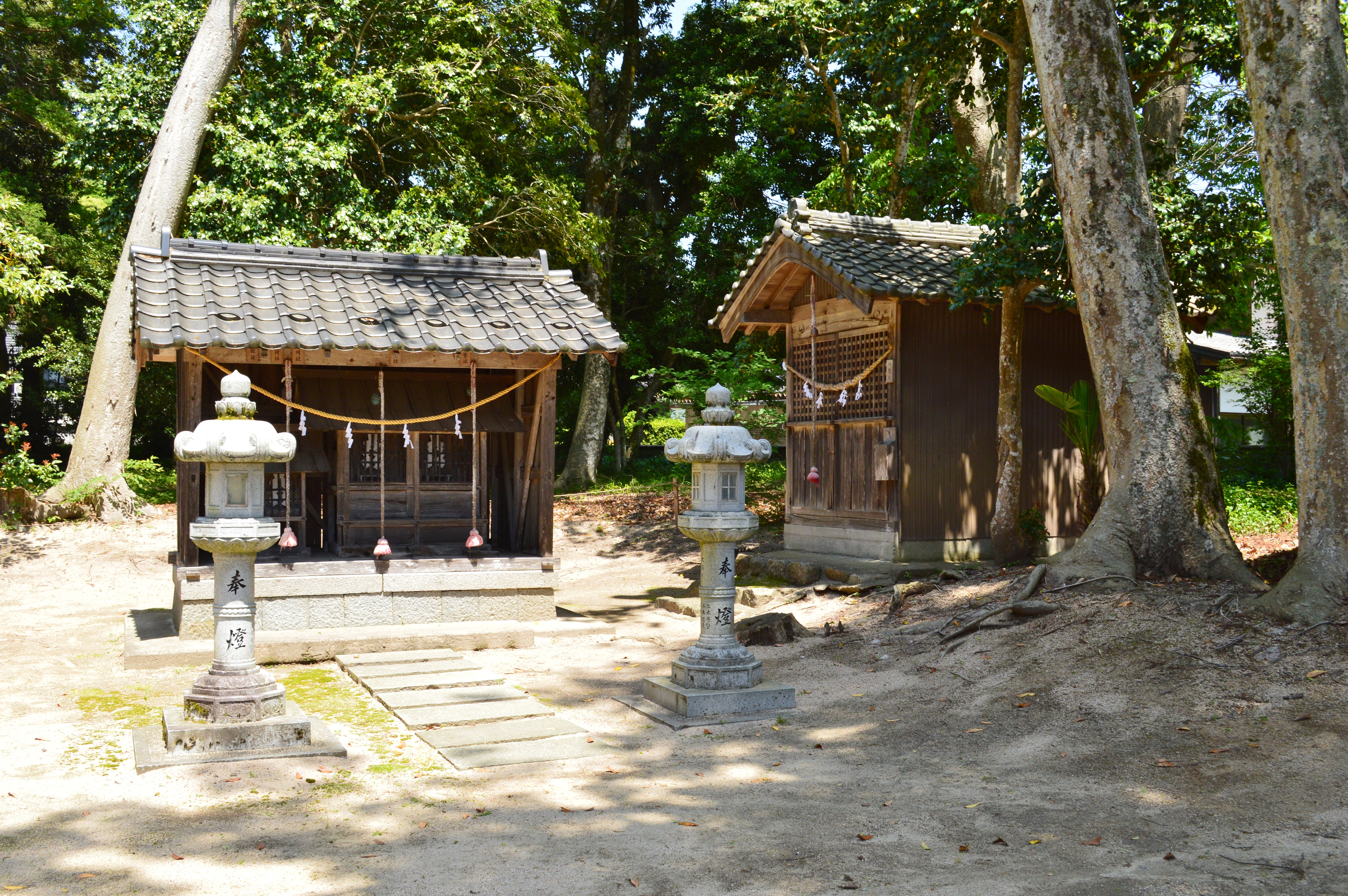
境内社（本殿東側）

- 大川・秋葉・武大・稲荷・御岳社
- 三社（天照皇大神・春日大神・八幡大神）
- 大歳社
- 天満天神社
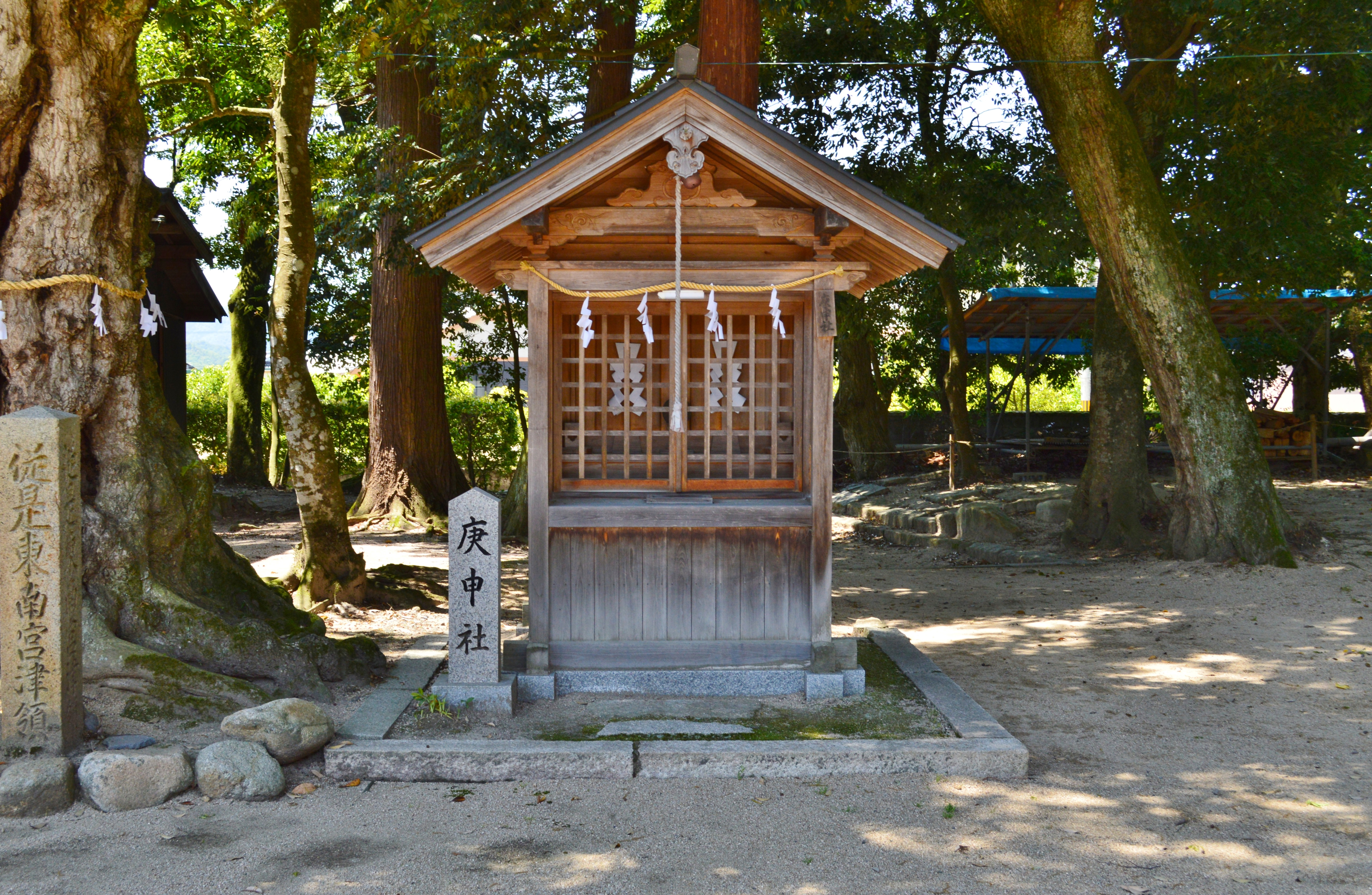
庚申社
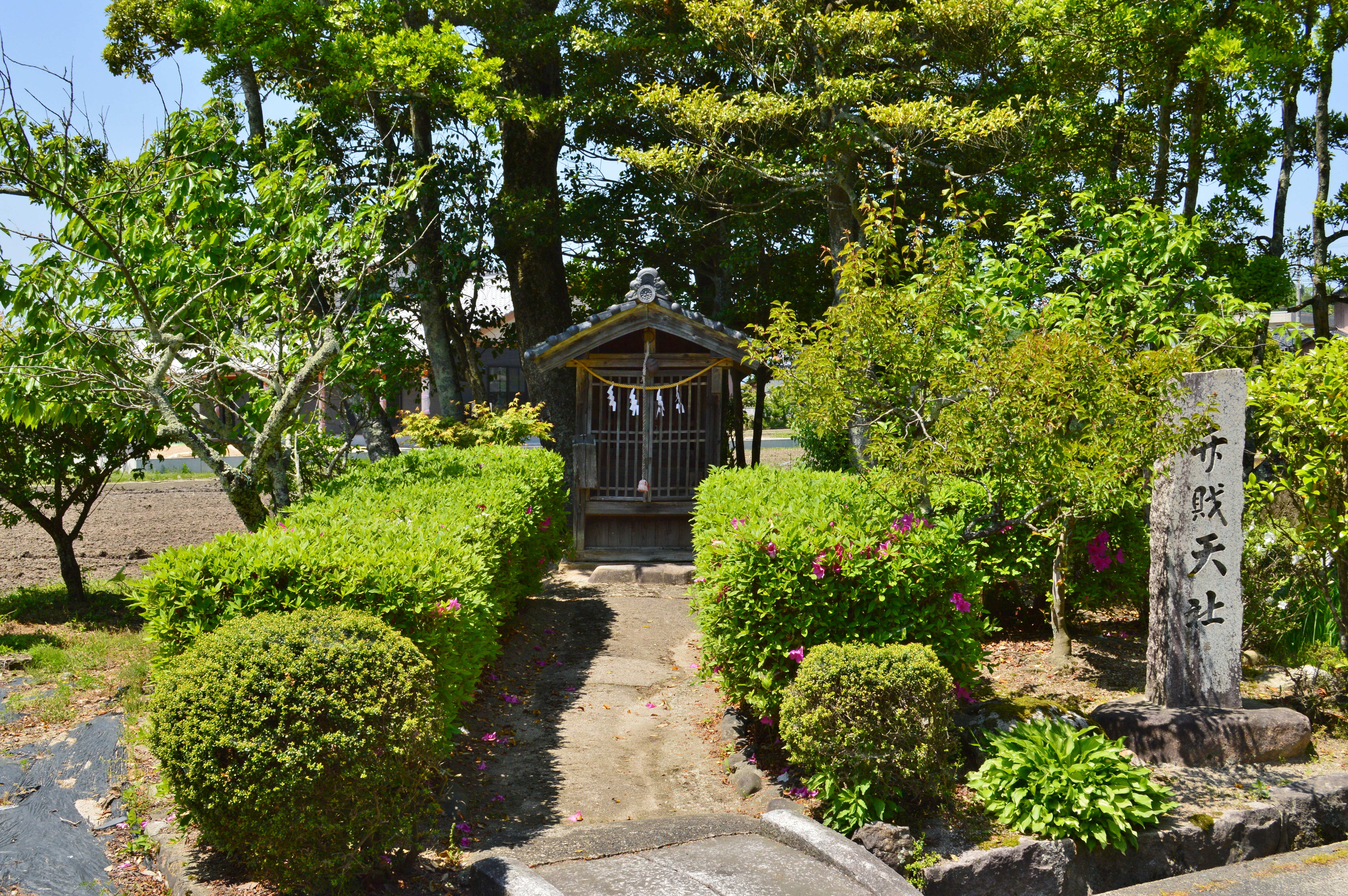
弁財天社
- 八幡社

- 境内社（本殿西側）
- 境内社（本殿東側）
- 庚申社
- 弁財天社

## 祭事
大宮売神社で年間に行われる祭事は次の通り。
- 歳旦祭（厄除開運）（1月1日）
- 祈年祭（春）
- 水無月祭（6月30日）
- 宵宮（10月9日）
- 例祭（10月10日）
- 新嘗祭（秋）

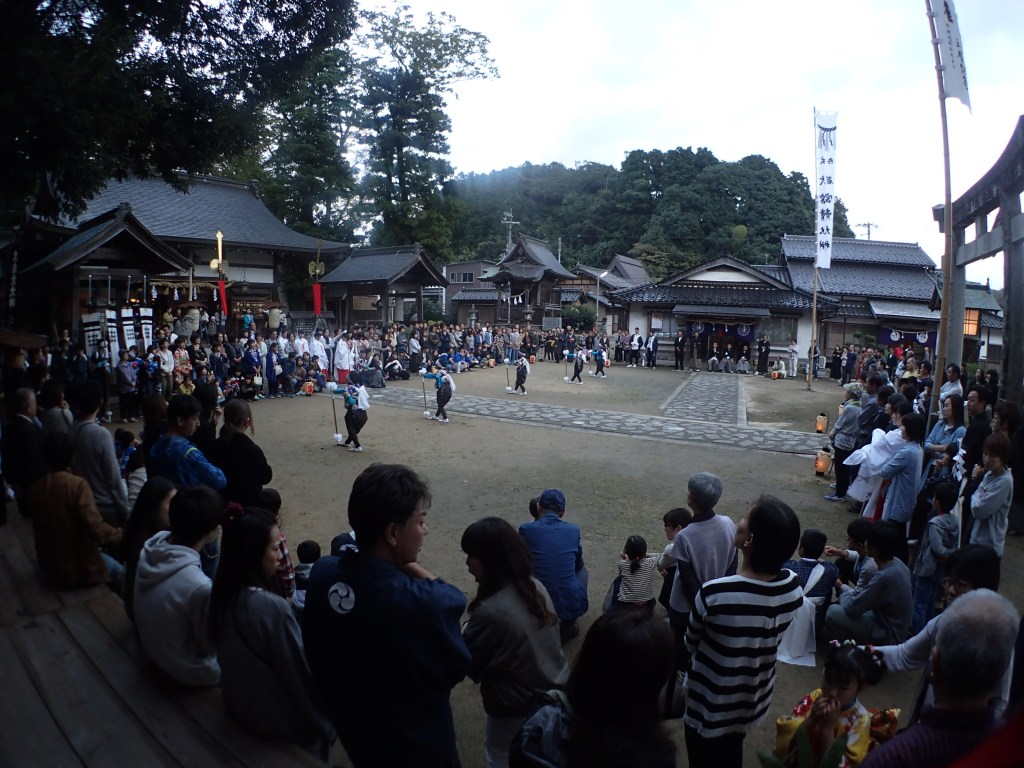
祭礼・太刀振の奉納

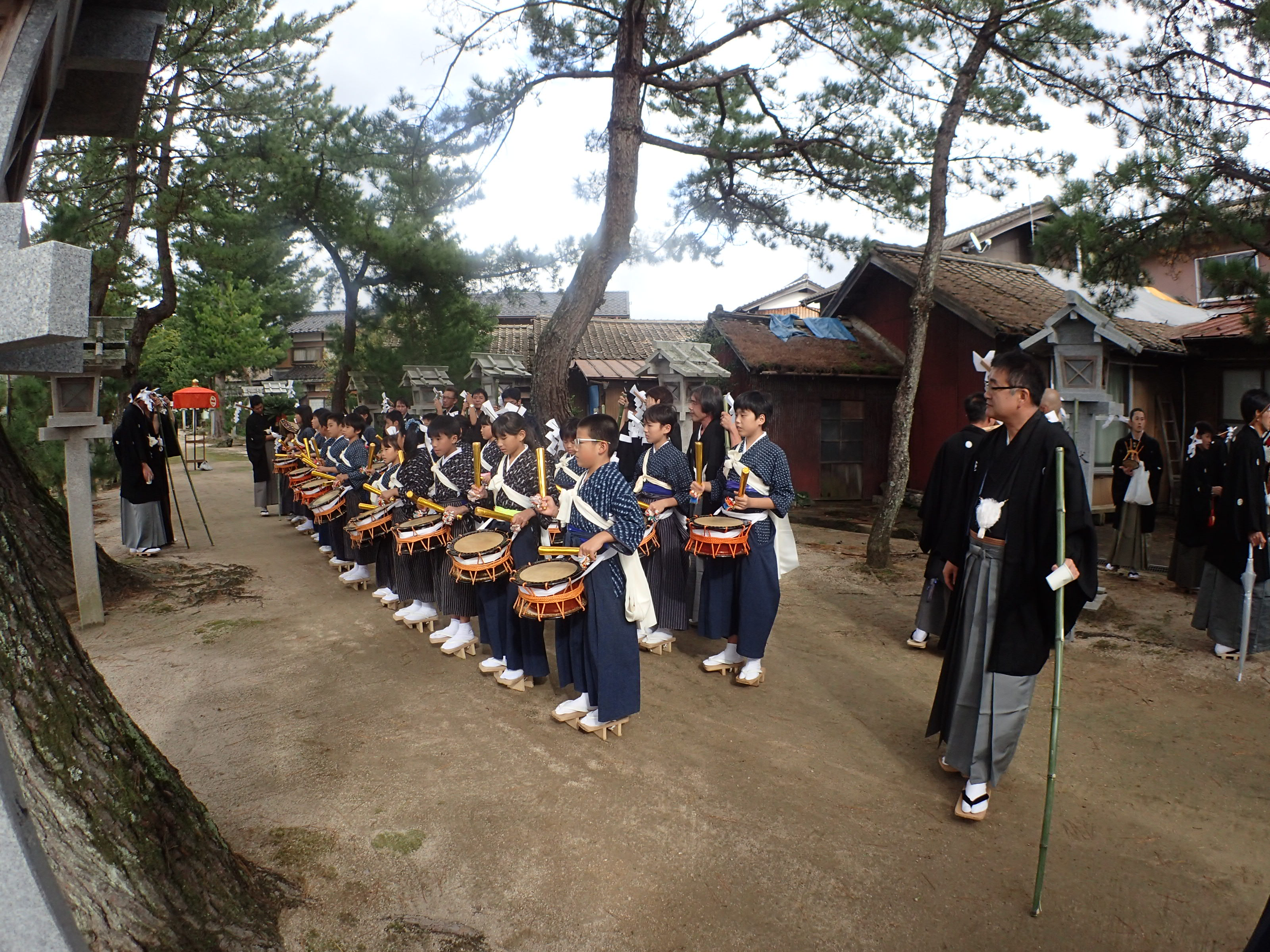
祭礼での笹囃子組

例祭では、神輿渡御・太刀振が行われるとともに、「三役」と称される三番叟（さんばそう）・笹ばやし・神楽といった芸能3種が奉納される。三番叟は、少年3人の舞手のほか大勢の唯子方・後見役で行われ、一番叟は千歳、二番叟は翁、三番叟は揉の段・問答・鈴の段（黒式尉）の次第が催される。笹ばやしは風流小歌踊の一種で、太鼓方10余人や新発意役1人・唄方10余人で行われ、「弁慶踊」・「上様踊」・「月待踊」の3曲が催される。神楽は太神楽系の獅子舞で、荷屋台の太鼓と笛喋子による2人立ちで行われ、「剣の舞」・「鈴の舞」・「おこり舞」の3曲が催される。これら三番叟・笹ばやし・神楽は京都府登録無形民俗文化財に登録されているほか、京丹後市指定無形民俗文化財に指定されている。

## 文化財

### 重要文化財（国指定）
- 石燈籠 2基（工芸品） - 1基は鎌倉時代の徳治2年（1307年）の作、他1基は鎌倉時代頃の作。昭和37年（1962年）2月2日指定[15][19]。

### 京都府指定文化財
- 史跡
  - 大宮賣神社境内 - 昭和61年（1986年）4月15日指定[16][23]。

### 京都府登録文化財
- 無形民俗文化財

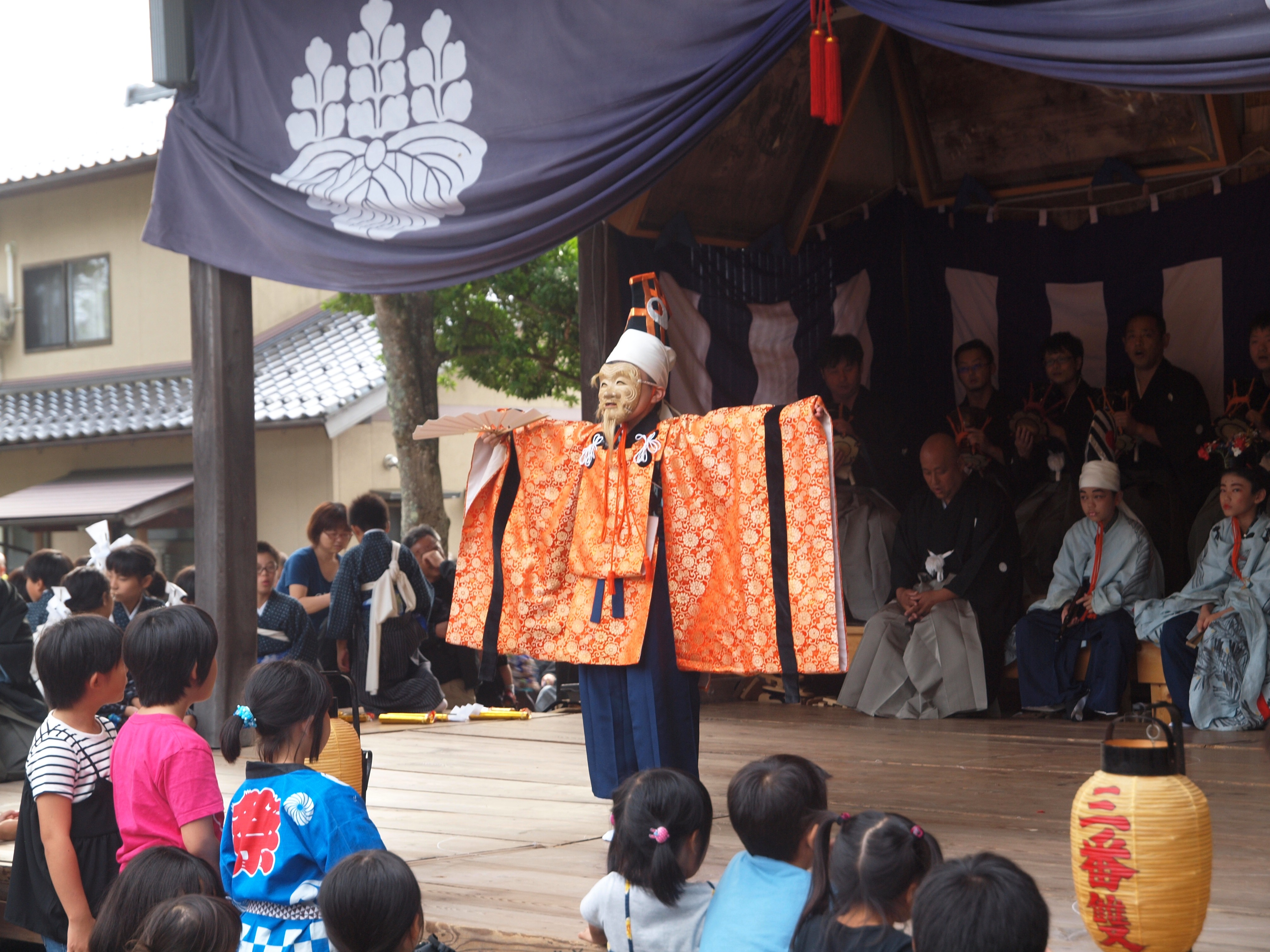
周枳の三番叟

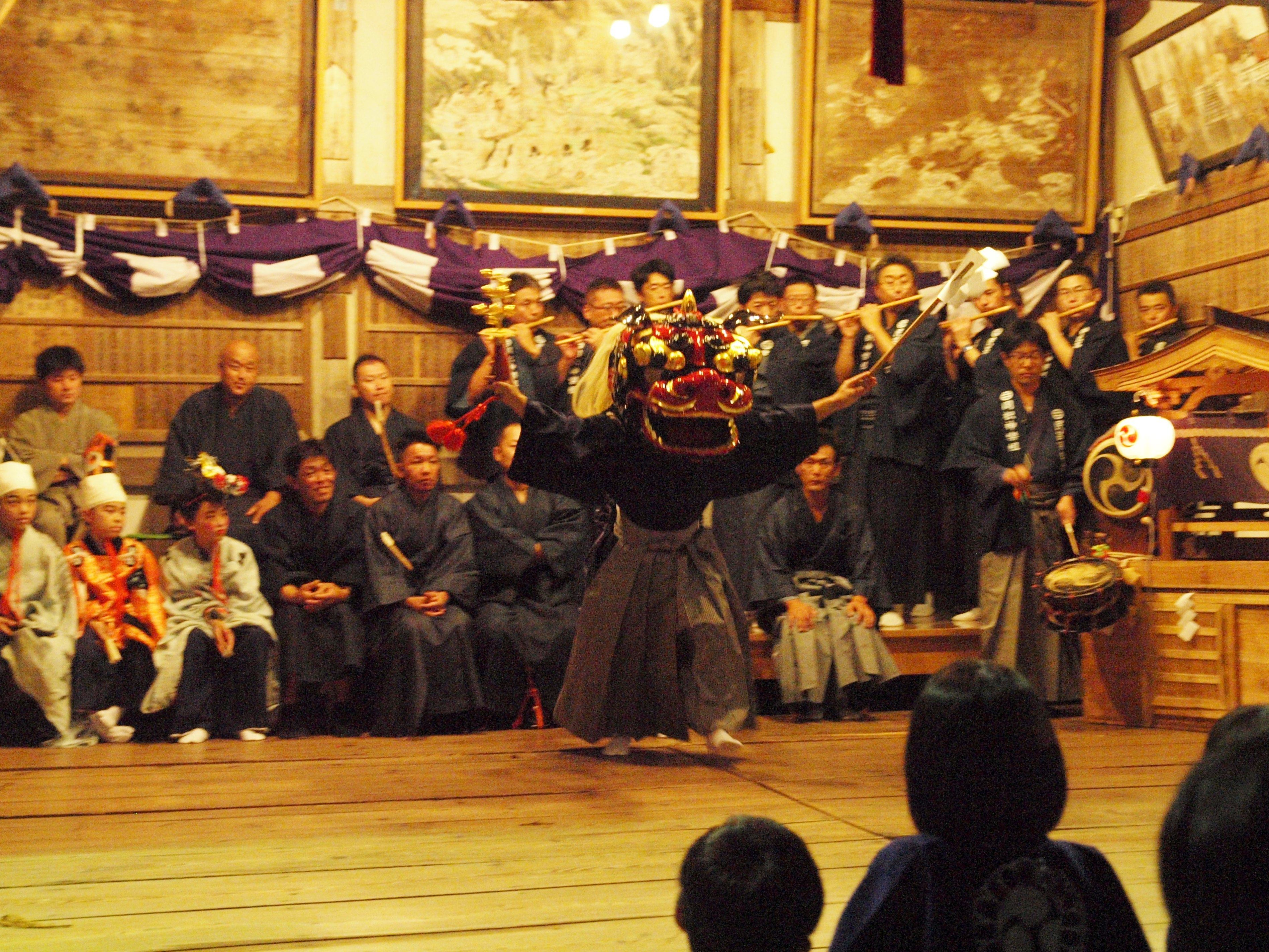
宵宮・神楽

  - 周枳の三番叟・笹ばやし・神楽 - 昭和61年（1986年）4月15日登録[16][24][22]。

### 京丹後市指定文化財
- 有形文化財
  - 大宮売神社旧本殿（建造物） - 江戸時代、元禄8年（1695年）の造営。昭和60年（1985年）7月1日指定[24][18]。
- 無形民俗文化財
  - 周枳の三番叟・笹ばやし・神楽 - 昭和61年（1986年）7月21日指定[24][22]。

### その他
- 神像 2軀
大宮売神社に伝わる神像。男神坐像1軀・女神坐像1軀で、前者は像高約50センチメートル、後者は像高約41センチメートルを測る。『丹哥府志』にも模写が載せられる[2]。
- 旧神額
「正弌位大宮賣大明神」・「従一位若宮賣大明神」と併記された古額。鎌倉時代を下らないとされ、社伝では小野道風の筆と伝える[2][6]。
- 銅製磬
「周枳宮 承安四年」の鋳銘を有する磬（けい：原始的楽器の一種）。幅28センチメートル・高さ15センチメートルを測る。神社から流出後、現在は京都国立博物館に保管される[2][6]。

## 現地情報
所在地
- 京都府京丹後市大宮町周枳

交通アクセス
- 鉄道：WILLER TRAINS（京都丹後鉄道）宮豊線（宮津線） 京丹後大宮駅（徒歩約30分）

## 関連文献
（記事執筆に使用していない関連文献）
- 地方自治体発行
  - 「大宮賣神社」『京都府史蹟勝地調査會報告 第五冊』京都府、1923年。 - リンクは国立国会図書館デジタルコレクション。
  - 伊野近富「大宮売神社周辺遺跡群少考」『京都府埋蔵文化財論集 第4集』京都府埋蔵文化財調査研究センター、2001年。
  - 『大宮売神社 -古代祭祀とその後の展開-（丹後古代の里資料館平成29年度特別展示）』京丹後市立丹後古代の里資料館、2017年。
  - 「大宮売神社遺跡」『平成28年度 市内遺跡発掘調査報告書（京丹後市文化財調査報告書 第14集）』京丹後市教育委員会、2017年。
- 京都府立大学発行
  - 『京都府立大学文学部歴史学科フィールド調査集報 第1号』京都府立大学文学部歴史学科、2015年。
    - 京都府立大学文学部考古学研究室・中世史研究室「大宮売神社の資料調査と展示」 (PDF) 

  - 『京都府立大学文学部歴史学科フィールド調査集報 第2号』京都府立大学文学部歴史学科、2016年。
    - 向井佑介「大宮売神社遺跡出土遺物の調査」 (PDF) 

  - 『京都府立大学文学部歴史学科フィールド調査集報 第3号』京都府立大学文学部歴史学科、2017年。
    - 向井佑介「大宮売神社所蔵考古資料の整理と活用」 (PDF) 

  - 『舞鶴・京丹後地域の文化遺産（京都府立大学文化遺産叢書 第14集）』京都府立大学文学部歴史学科、2018年。
    - 京都府立大学文学部考古学研究室・地理学研究室「第1章 大宮売神社および薬師堂の石造物」 (PDF) 
    - 岸泰子「第2章 大宮売神社・周枳地区の建造物 -大宮売神社旧本殿・絵馬殿・薬師堂-」 (PDF) 
    - 向井佑介「第3章 大宮売神社所蔵の境内出土遺物」 (PDF) 
    - 菱田哲郎「第5章 古墳時代の祭祀遺跡から神社へ -大宮売神社境内遺跡の意義-」 (PDF)
- その他
  - 土居奈生子「「大宮」考 : 神の名から人称へ」『成蹊國文』第45巻、成蹊大学文学部日本文学科、2012年3月、28-39頁、CRID 1390854717683749248、doi:10.15018/00000579、hdl:10928/239、ISSN 0388-8819。